# Tercera División
A Tercera División foi uma competição que equivaleu a quarta divisão do futebol espanhol. A partir da temporada 2021–22, a Tercera División foi substituída pela Tercera División RFEF, que se tornou a quinta divisão, devido a criação de uma nova liga semi-profissional equivalente à terceira divisão, denominada de Primera División RFEF.
Era disputada por 360 clubes divididos em 18 grupos, com 20 clubes cada, onde cada um representa uma região da Espanha, sendo que a região da Andaluzia possuía 2 grupos, devido ao seu tamanho. O sistema de disputa era o de pontos corridos, aonde os clubes jogam entre sí no sistema de turno e returno dentro dos grupos.
Ao final do campeonato os 4 primeiros colocados de cada grupo (em um total de 72) classificavam-se para a "Promoción a Segunda B" que era disputada em sistema eliminatório. Existem 18 chaves, cada uma encabeçada por um campeão de grupo. Na 1ª fase acontece um sorteio e os confrontos são entre os 1º colocados vs. 4º colocados e 2º colocados vs. 3º colocados. Na 2ª Fase os confrontos são entre os vencedores da 1ª Fase. O vencedor de cada chave (em um total de 18) é promovido para a Segunda Divisão B. O Grupo 12 (Palma de Mallorca) disputa entre sí a "Promoción a Segunda B".
Os 3 últimos colocados de cada grupo eram rebaixados para a Regional Preferente, a 1ª Divisão a nível regional. Caso uma região tenha mais clubes rebaixados da Segunda B do que promovidos à Segunda B, o 4º último colocado também é rebaixado.
Os confrontos eliminatórios eram de ida e volta contabilizando os gols fora de casa em caso de empate.
Anteriormente a "Promoción a Segunda" era disputada em 17 quadrangulares, cada um encabeçado por um campeão de grupo. Porém com o calendário apertado, a organização do campeonato teve que mudar para fases eliminatórias.

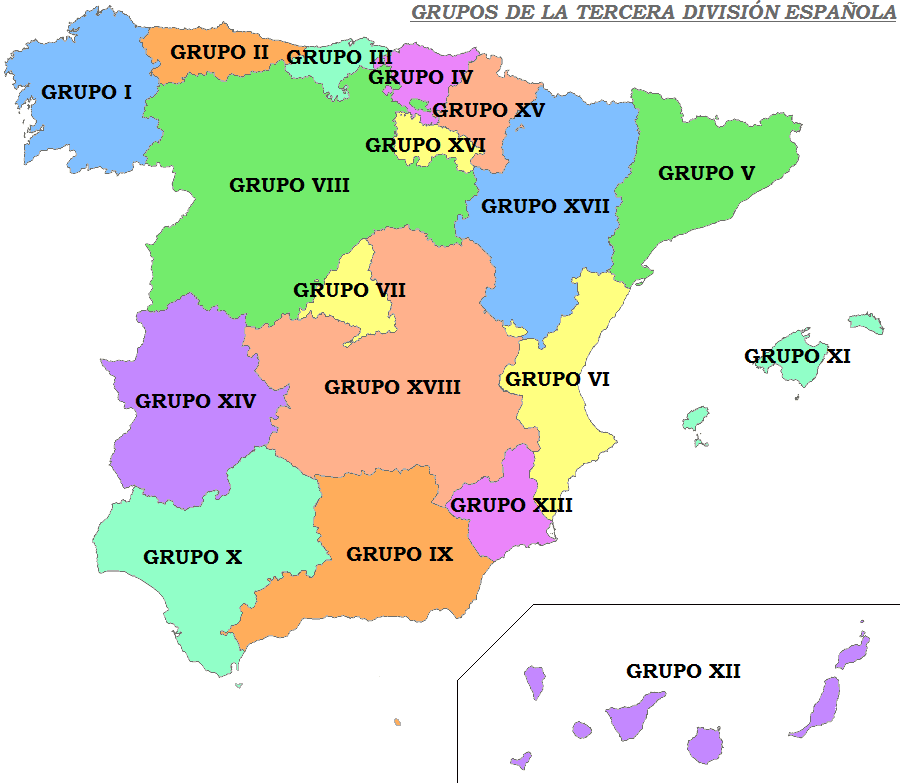
Imagem que demonstra como os times são divididos por suas respectivas regiões na Tercera División espanhola.